# Hexatoma (Eriocera) celestia
Hexatoma (Eriocera) celestia is een tweevleugelige uit de familie steltmuggen (Limoniidae). De soort komt voor in het Oriëntaals gebied.